# Ephedra nevadensis
Ephedra nevadensis là một loài thực vật hạt trần trong họ Ephedraceae. Loài này được S.Watson mô tả khoa học đầu tiên năm 1879.